# Nour El-Refai
Nour El-Refai (n. 14 noiembrie 1987, Tripoli, Liban) este o actriță suedeză, prezentatoare de televiziune, scriitoare și comediană de origine libano-siriană.

## Viață
Când avea câteva luni, s-a mutat în Suedia împreună cu mama ei. A locuit în Lund și a frecventat școala Spyken acolo.
El-Refai a jucat în seria de televiziune din 2009 Ballar av stål. În 2014, ea a fost împreună cu Anders Jansson unul dintre cei doi prezentatori la decizia preliminară suedeză pentru Eurovision Song Contest 2014.
În 2014 a jucat în filmul Something Must Break. Trei ani mai târziu a jucat în videoclipul Too Late pentru trupa rock Dead Lord.

## Filmografie
- 2004 - Generation Y
- 2005 - Vem är du?— Åsa
- 2006 - Beck – Det tysta skriket
- 2006 - Elvismackan (scurt-metraj)
- 2006 - Tale of Vampires (Frostbiten) :  Cornelia
- 2006 - När mörkret faller
- 2009-2010: Ballar av stål: Bitterfittan
- 2010 - Välkommen åter (serie)
- 2010 - Wallander – Dödsängeln
- 2011 - Kronjuvelerna de Ella Lemhagen
- 2011 - Stockholm - Båstad (TV mini-serie, 1er épisode - Sharon)
- 2012 - Johan Falk: Spelets regler - Lovisa
- 2012 - Labyrint (serie TV)
- 2014 - Sköterskan: The Nurse - The Nurse (scurt-metraj)
- 2014 - Melodifestivalen 2014
- 2014 - Hallonbåtsflyktingen
- 2015/2018 - Parlamentet
- 2015 - Jordskott
- 2015 - Boys (TV-serie)
- 2016 - Siv sover vilse
- 2016 - Jag älskar dig – en skilsmässokomedi
- 2017 - Släng dig i brunnen
- 2017 - Becker - Kungen av Tingsryd
- 2018/2019 - Bonusfamiljen
- 2018 - Lyrro
- 2019 - Landet lyckopiller
- 2020 - Min pappa Marianne